# Terremoto de Beirut de 551
El terremoto de Beirut de 551 ocurrió el 9 de julio de 551 con una magnitud estimada de aproximadamente 7,5 en la escala de magnitud de momento y una intensidad máxima sentida de X en la escala de intensidad de Mercalli. Desencadenó un devastador tsunami que afectó a las ciudades costeras de la Fenicia bizantina, causando gran destrucción y hundiendo muchos barcos. En general, se informó de la muerte de un gran número de personas, con una estimación de 30.000 por parte del peregrino anónimo de Piacenza solo para Beirut.

## Entorno tectónico
El Líbano se encuentra a horcajadas sobre la Transformada del Mar Muerto, que forma parte del límite entre la Placa arábiga y la Placa Africana. En el Líbano, la zona de falla forma una curva de restricción asociada con un desplazamiento de paso a la derecha de la traza de la falla. La deformación transpresional asociada con esta curva ha formado una serie de fallas de cabalgamiento, como el cabalgamiento del Monte Líbano recientemente identificado, que subyace a la ciudad y se interpreta que aflora en el lecho marino en alta mar.

## Daños
Hay pocas descripciones detalladas de los daños causados por este terremoto en los relatos contemporáneos. Las fuentes se refieren a que las ciudades costeras desde Tiro hasta Trípoli quedaron reducidas a ruinas con muchos miles de víctimas. El peregrino anónimo de Piacenza informó que 30.000 personas murieron solo en Beirut. Se han vuelto a analizar los informes de daños en Petra y otros lugares en el valle del Jordán asociados con el evento de 551, lo que sugiere que es más probable que un terremoto posterior sea el responsable.

## Características

### Terremoto
El terremoto se sintió en una amplia área desde Alejandría en el suroeste hasta Antioquía en el norte, previamente dañada por el terremoto de 526. El área de intensidad sentida de VIII o más se extiende desde Trípoli en el norte hasta Tiro en el sur. Las estimaciones de la magnitud varían de 7,2 en la escala de magnitud de onda superficial a un posible 7,5 en la escala de magnitud de momento. La longitud de ruptura se estima en más de 100 kilómetros y posiblemente hasta 150 kilómetros. Se pensó que el origen del tsunami se debió a un deslizamiento de tierra submarino provocado por un terremoto en la propia Transformada del Mar Muerto. Un análisis más reciente sugirió que una continuación en alta mar de la falla de Roum mapeada en tierra puede haber sido responsable. Sin embargo, los estudios del lecho marino han descartado esta posibilidad y el descubrimiento de escarpes de fallas geológicamente recientes en el lecho marino indican que el movimiento en el recién identificado empuje del Monte Líbano fue la causa del terremoto y el tsunami resultante. El levantamiento cuaternario registrado por una serie de terrazas marinas entre Trípoli y Beirut es consistente con el continuo movimiento ascendente de la pared colgante del cabalgamiento propuesto. En una escala más pequeña, un banco vermétido levantado, que indica un movimiento vertical de unos 80 cm, data del siglo VI d. C. El levantamiento continuo por encima de este empuje desde finales del Mioceno puede explicar la formación de la cordillera del Monte Líbano.

### Tsunami
El tsunami afectó a toda la costa desde Tiro hasta Trípoli. En algunos relatos contemporáneos se registró una retirada del mar de hasta dos millas.

## Amenaza sísmica futura
El tiempo de retorno estimado para grandes terremotos en el cabalgamiento del Monte Líbano es de 1500 a 1750 años, aunque también es posible un tiempo de retorno más corto dependiendo de la datación del punto más alto del nivel del mar más reciente. Esta última posibilidad indicaría que una repetición de este evento puede estar muy retrasada.